# Zita-Eva Funkenhauser
Zita-Eva Funkenhauser (Satu Mare, 1 de julio de 1966) es una deportista alemana nacida en Rumanía que compitió en esgrima, especialista en la modalidad de florete. Su esposo, Matthias Behr, y su hermana Hedwig compitieron en el mismo deporte.
Participó en tres Juegos Olímpicos de Verano, obteniendo en total cuatro medallas:   oro en Los Ángeles 1984, en la prueba por equipos (junto con Christiane Weber, Cornelia Hanisch, Sabine Bischoff y Ute Wessel), oro y bronce en Seúl 1988, en las pruebas por equipos (con Anja Fichtel, Christiane Weber, Sabine Bau y Annette Klug) e individual, y plata en Barcelona 1992, en la prueba por equipos (con Sabine Bau, Annette Dobmeier, Anja Fichtel-Mauritz y Monika Weber-Koszto).
Ganó nueve medallas en el Campeonato Mundial de Esgrima entre los años 1985 y 1995.
Pertenece a una familia de alemanes de Satu Mare que emigró de Rumanía a Alemania en 1979. En 1994 se graduó en Odontología en la Universidad de Wurzburgo, y después de retirarse de la competición trabaja en su propio consultorio en la localidad de Tauberbischofsheim.

## Palmarés internacional
| Representando a la RFA   |                              |                   |                     |
| Juegos Olímpicos         |                              |                   |                     |
| Año                      | Lugar                        | Medalla           | Prueba              |
| 1984                     | Los Ángeles (Estados Unidos) | Medalla de oro    | Florete por equipos |
| 1988                     | Seúl (Corea del Sur)         | Medalla de oro    | Florete por equipos |
| 1988                     | Seúl (Corea del Sur)         | Medalla de bronce | Florete individual  |
| Campeonato Mundial       |                              |                   |                     |
| Año                      | Lugar                        | Medalla           | Prueba              |
| 1985                     | Barcelona (España)           | Medalla de oro    | Florete por equipos |
| 1986                     | Sofía (Bulgaria)             | Medalla de bronce | Florete por equipos |
| 1987                     | Lausana (Suiza)              | Medalla de plata  | Florete individual  |
| 1989                     | Denver (Estados Unidos)      | Medalla de oro    | Florete por equipos |
| 1989                     | Denver (Estados Unidos)      | Medalla de bronce | Florete individual  |
| Representando a Alemania |                              |                   |                     |
| Juegos Olímpicos         |                              |                   |                     |
| Año                      | Lugar                        | Medalla           | Prueba              |
| 1992                     | Barcelona (España)           | Medalla de plata  | Florete por equipos |
| Campeonato Mundial       |                              |                   |                     |
| Año                      | Lugar                        | Medalla           | Prueba              |
| 1991                     | Budapest (Hungría)           | Medalla de bronce | Florete por equipos |
| 1993                     | Essen (Alemania)             | Medalla de oro    | Florete por equipos |
| 1993                     | Essen (Alemania)             | Medalla de bronce | Florete individual  |
| 1995                     | La Haya (Países Bajos)       | Medalla de bronce | Florete por equipos |